# Baghdadi Mahmudi
Baghdadi Mahmudi (arabiska: البغدادي علي المحمودي, al-Baġdādī ʿAlī al-Maḥmūdī), född omkring 1945, är en libysk politiker. Han efterträdde 2006 Shukri Ghanem som Libyens regeringschef.
Mahmudi uppgavs ha flytt till Tunisien den 21 augusti 2011 som följd av libyska inbördeskriget 2011. Den 1 september 2011 dök Mahmudi upp i Libyen där han meddelade att han hade hoppat av och stödde motståndarna till Muammar al-Gaddafi. Mahmud Jibril tog över som interimistisk regeringschef i Libyen. Mahmudi greps den 20 september 2011 i Tunisien och fängslades för olaglig inresa i landet.
I januari 2022 fängslades Baghdadi Mahmoudi i Libyen efter att ha utlämnats av Tunisien 2012, han är på väg att lämna in ett klagomål mot Tunisien inför de libyska institutionerna och inför den internationella brottmålsdomstolen.